# 夏斯佳市鎮
夏斯佳市级市鎮（烏克蘭語：Щастинська міська громада）是乌克兰盧甘斯克州夏斯佳區的市鎮。其行政中心位於夏斯佳。
面积409.2平方（158.0平方英里），截至2020年，人口为20,922人。
该市鎮包含11个定居点，當中包括1个城市（夏斯佳）、1个镇（彼得羅巴甫利夫卡）和9个村庄，分別爲：
- 特廖希茲本卡
- 克里亞基夫卡
- 洛巴切韋
- 洛帕斯基内
- 奧里霍韋-顿涅茨凯
- 佩雷迪利斯凱
- 海伊夫卡
- 舊艾達爾
- 沃伊托韋